# Liocranum giersbergi
Espèce
Liocranum giersbergi est une espèce d'araignées aranéomorphes de la famille des Liocranidae.

## Distribution
Cette espèce est endémique de Sardaigne en Italie.

## Description
Le mâle décrit par Wunderlich en 1995 mesure 4,1 mm.

## Publication originale
- Kraus, 1955 : Spinnen von Korsika, Sardinien und Elba (Arach., Araneae). Senckenbergiana Biologica, vol. 36, p. 371-394.